# Teachings on je Tsong Khapa’s Three Pincipal Aspects of the Path
A Teachings on je Tsong Khapa's Three Pincipal Aspects of the Path (magyarul: Tanítások Congkapa - Az út három legfőbb aspektusához) című könyvben a tibeti buddhizmus egyik nagy tanítómesterének, Congkapának (1357-1419) Az Út Három Legfőbb Aspektusa című verséhez fűz kommentárokat a 14. dalai áma, Tendzin Gyaco. A 14 versszakos rendkívüli költemény magába sűríti Buddha összes tanítását. Úgy tartják, hogy a költeményben szereplő tanításokat Congkapa Mandzsusrítől kapta, majd Cakho Onpo Ngavang Dakpának adta át a kelet-tibeti Gyamo Rong területén.
Magyar nyelvű fordítása nem jelent meg.

## Tartalma
A könyv alapját a dalai láma egyik előadása képezi (címe: The Three Principal Aspects of the Path), amelynek tolmácsa Thupten Dzsinpa volt, aki később írásos formába is szerkesztette barátja, Jeremy Russell segítségével. Az út három legfontosabb aspektusa arra vonatkozik, hogy a gyakorlót a gyakorlatai során mi befolyásolja. Háromfajta helyes motiváció létezik: a világi javakról való teljes lemondás, a bódhicsitta, illetve a helyes szemlélet. Az első nirvánához vezet, a második buddhasághoz, a harmadik a ciklikus létezés (szamszára ellentéte. Ha a gyakorló nem ezen motivációk mentén gyakorol, még ha rendkívüli műveltségre is tesz szert, vagy akár eonokon át meditációs állapotban marad, vagy rendelkezik az ötféle tisztánlátással (tibeti: mngon shes lnga - ezek a természetfeletti erők, tisztán látás, tisztán hallás, előző életek ismerete, gondolatolvasás), vagy akár elérte a nyolc megvalósítást (tibeti: grub chen brgyad - különleges természetfeletti képességek), akkor sem lesz képes maga mögött hagyni a ciklikus újjászületést.
A mindentudás állapotának eléréséhez gyakorolni kell az ügyes eszközök (upája) és a bölcsesség kétrétű gyakorlatát, amelyeken belül a fő gyakorlat a bódhicsitta és a helyes szemlélet (az üresség bölcsességének értése). Ezen utóbbiak gyakorlásához mindenekelőtt ki kell fejleszteni a ciklikus létezés felszínes csodái iránti mély undort, és az őszinte lemondást kell gyakorolni - a szamszárából való kijutás vágyát. Enélkül lehetetlen kifejleszteni a nagy együttérzést, a mások megszabadításának vágyát.
A bódhicsitta az érdemgyűjtés fő gyakorlata a buddha-test (rúpa-kája) eléréséhez, a helyes szemlélet pedig az igazság-test (dharma-kája) eléréséhez kell. A dharmával való teljes elköteleződéshez szükséges a teljes világi lemondás. Összességében mindhárom dologra szükség van, és ezeket nevezik az út három legfőbb aspektusának.